# Hans Wiedemann (Politiker)
Hans Wilhelm Wiedemann (* 18. Mai 1888 in Berlin; † 16. Oktober 1959 in Weimar) war ein deutscher Politiker (CDU). Er war Abgeordneter der Volkskammer und Oberbürgermeister von Weimar.

## Leben

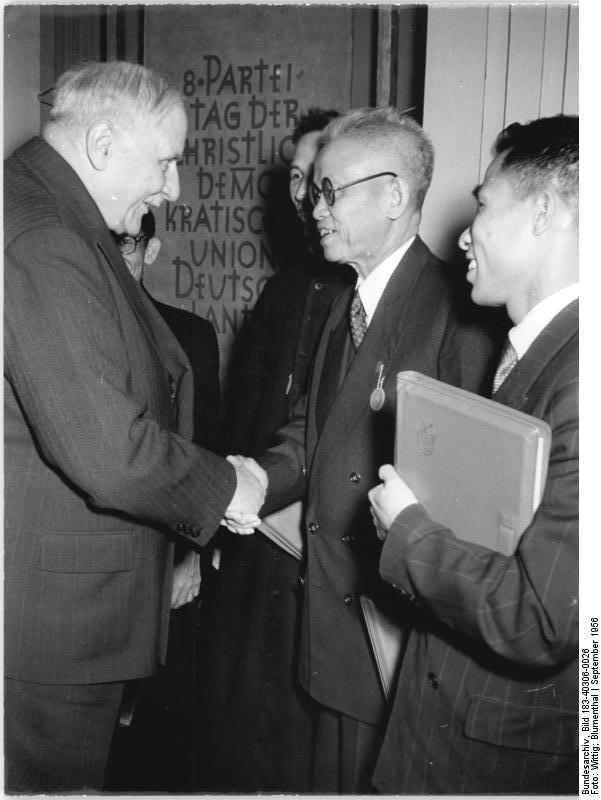
Wiedemann begrüßt Gäste aus Vietnam auf dem VIII. Parteitag der CDU in Weimar

Wiedemann, Sohn des Beamten Reinhold Christoph Wiedemann, besuchte das Gymnasium und studierte Philologie an den Universitäten Jena und Berlin, legte 1913 das Staatsexamen ab und promovierte später zum Dr. phil. Von 1916 bis 1945 wirkte er als zunächst als Oberlehrer an der Oberrealschule in Erfurt, dann als Studienrat an der Humboldt-Schule in Erfurt tätig. 1926 wurde er Mitglied der Akademie Gemeinnütziger Wissenschaften.
1945 wurde er stellvertretender Direktor der Lehrerbildungsanstalt in Erfurt, ab 1947 war er Direktor der Goethe-Schule in Erfurt sowie kurzzeitig der Lessing-Schule – einer Oberschule – ebenda.
Im Jahre 1946 trat Wiedemann der CDU bei. In der Weimarer Republik war er Mitglied der DVP. 1951/1952 war er Mitglied des CDU-Landesvorstandes Thüringen, ab 1952 Mitglied des CDU-Hauptvorstandes und ab 1953 auch Mitglied des Präsidiums ebendort.
Von 1950 bis 1952 war er Abgeordneter des Thüringischen Landtages und von 1952 bis 1954 Abgeordneter des Bezirkstages Erfurt. Von 1953 bis 1959 war er Oberbürgermeister von Weimar und Vorsitzender des Rates der Stadt. Von 1954 bis 1958 war er Abgeordneter der Volkskammer und Mitglied des Verfassungsausschusses, 1958 war er Mitglied der Länderkammer.
Ab 1954 war er Mitglied des Präsidiums des Nationalrates der Nationalen Front und Vorsitzender des Solidaritätsausschusses für Korea und Vietnam beim Nationalrat. Ab 1955 war er auch Mitglied des Präsidiums des Deutschen Friedensrates sowie ab 1957 Vizepräsident des Deutschen Städte- und Gemeindetages.

## Familie
Er war mit Helene Wiedemann verheiratet. Aus der Ehe gingen drei Kinder hervor: Ilse, Günther und Brigitte. Der Sohn Günther studierte Medizin sowie promovierte zum Dr. med. und wurde praktischer Arzt in Arnstadt. Dessen Frau Dorothea bzw. die Schwiegertochter von Hans und Helene Wiedemann, war eine geborene Ritzhaupt und Tochter des damaligen Pfarrers der Erfurter Barfüßerkirchengemeinde, Adam Ritzhaupt.

## Schriften
- Aus meinen Reden (= Hefte aus Burgscheidungen, Bd. 30). Zentrale Schulungsstätte „Otto Nuschke“, Burgscheidungen 1960.

## Auszeichnungen
- Verdienter Lehrer des Volkes
- Pestalozzi-Medaille für treue Dienste
- Ernst-Moritz-Arndt-Medaille des Nationalrates der Nationalen Front
- Deutsche Friedensmedaille des Deutschen Friedensrates
- Vaterländischer Verdienstorden in Silber (1954)
- Orden des Staatsbanners (I. Klasse) der Koreanischen Volksdemokratischen Republik